# Rue des Carrières
La rue des Carrières est une voie publique de la commune de Suresnes, dans le département français des Hauts-de-Seine.

## Situation et accès

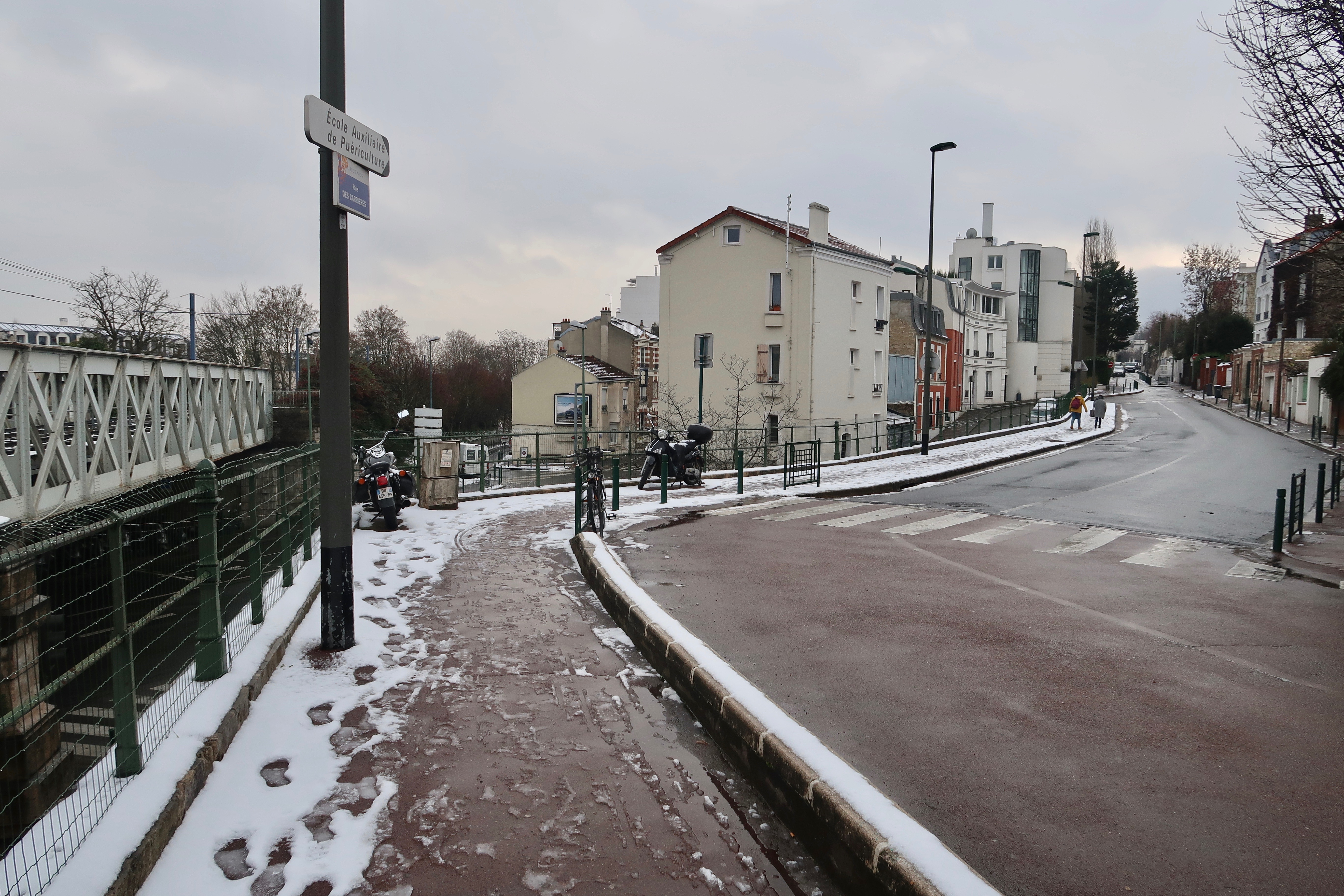
Sous la neige, en janvier 2019.

Située au pied du mont Valérien, elle domine le boulevard Henri-Sellier dont elle part et auquel elle aboutit, rencontrant exclusivement sur son trajet la rue Cluseret.
Elle est accessible par la gare de Suresnes - Longchamp, dont elle longe la voie ferrée sur sa partie sud.

## Origine du nom

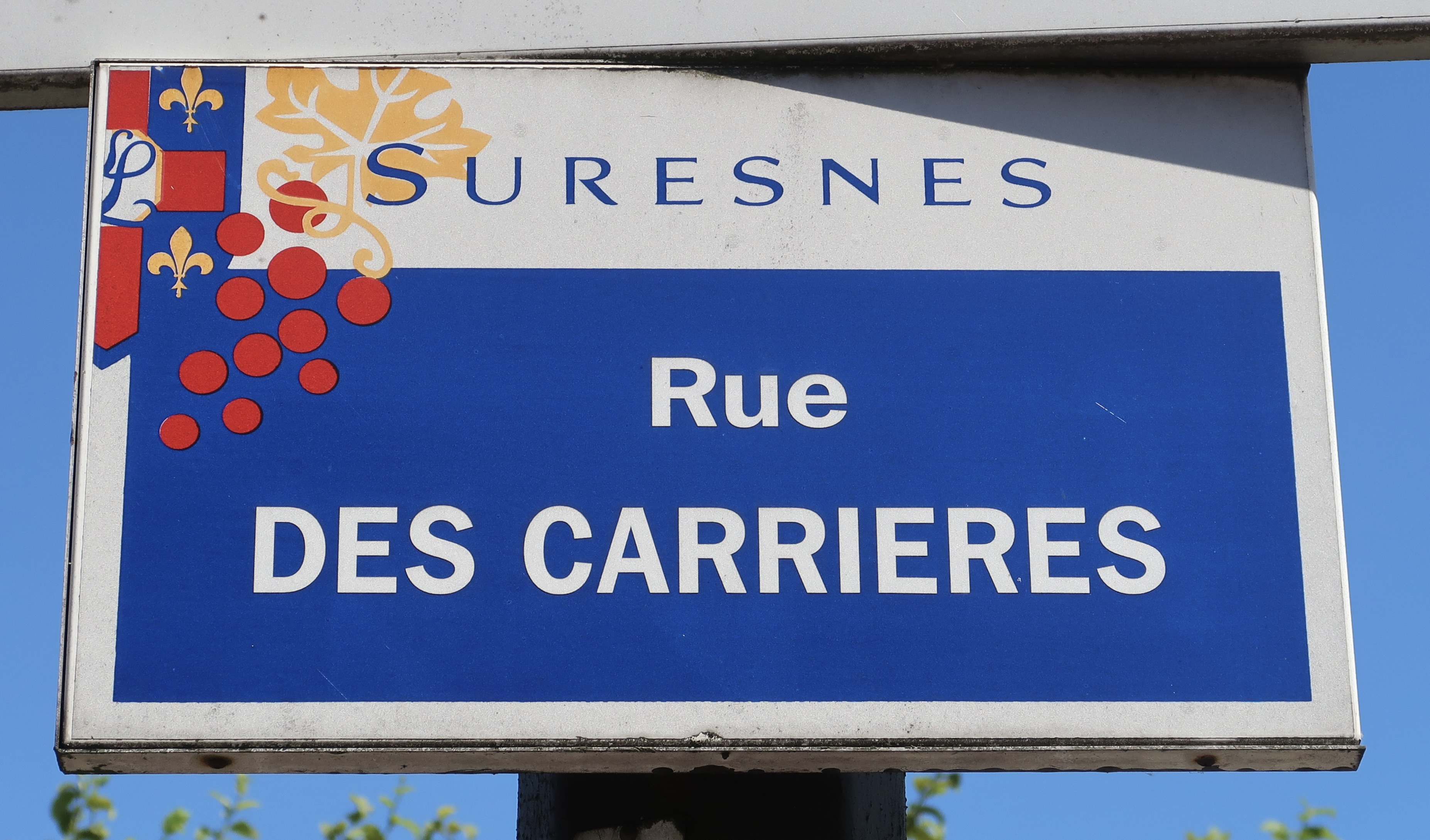
Plaque de la rue.

Son nom provient d'anciennes carrières de gypse qui servaient à fabriquer du plâtre,,. On y découvrit des cerithium et des cardita.
C'est en 1875 qu'elle reçut ce nom. Elle était auparavant désignée par l'odonyme chemin des Carrières, attesté en 1813. Le lieu-dit des Carrières est, lui, mentionné dès 1647.

## Historique

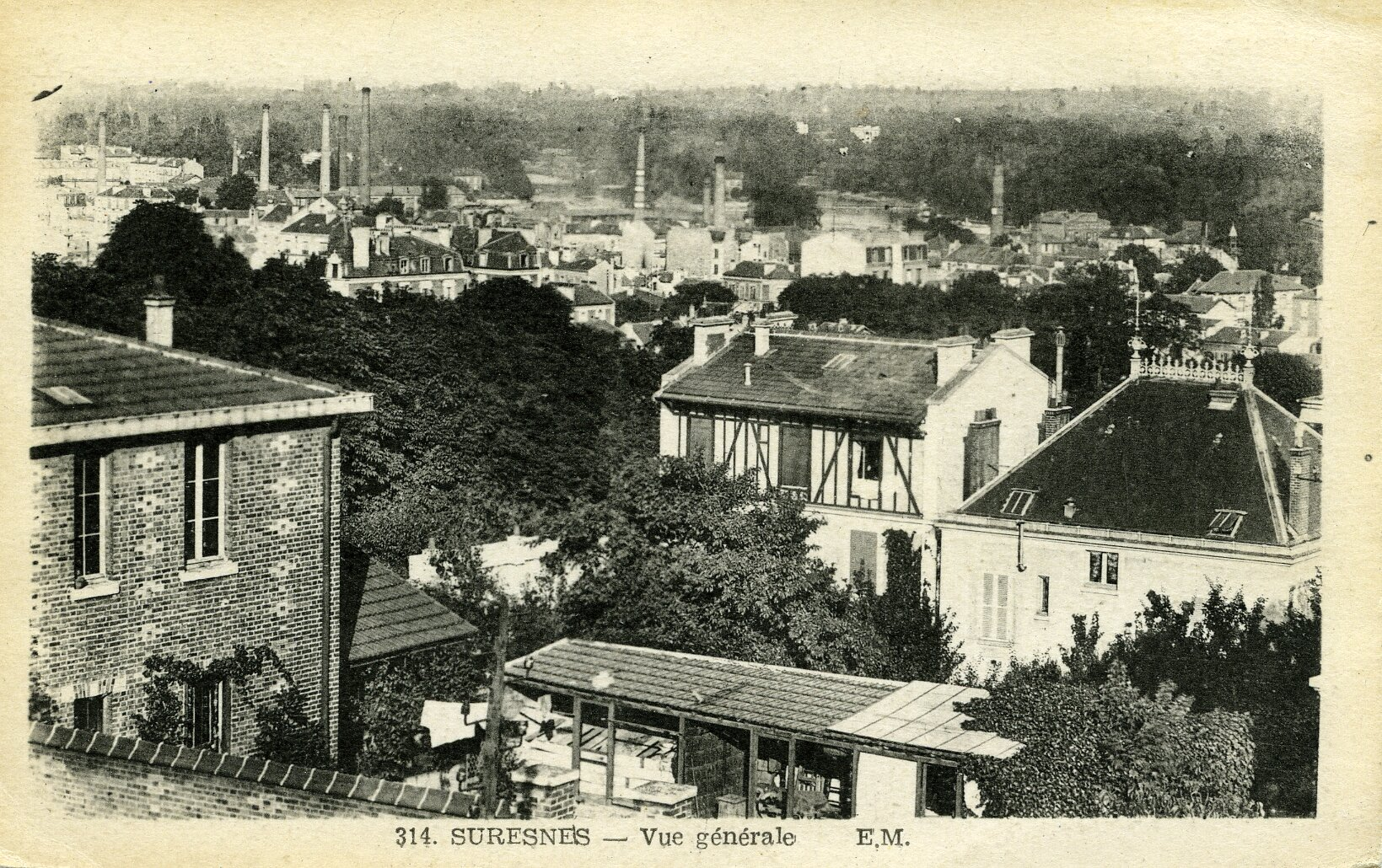
Vue générale de Suresnes prise de la rue des Carrières, vers 1910.

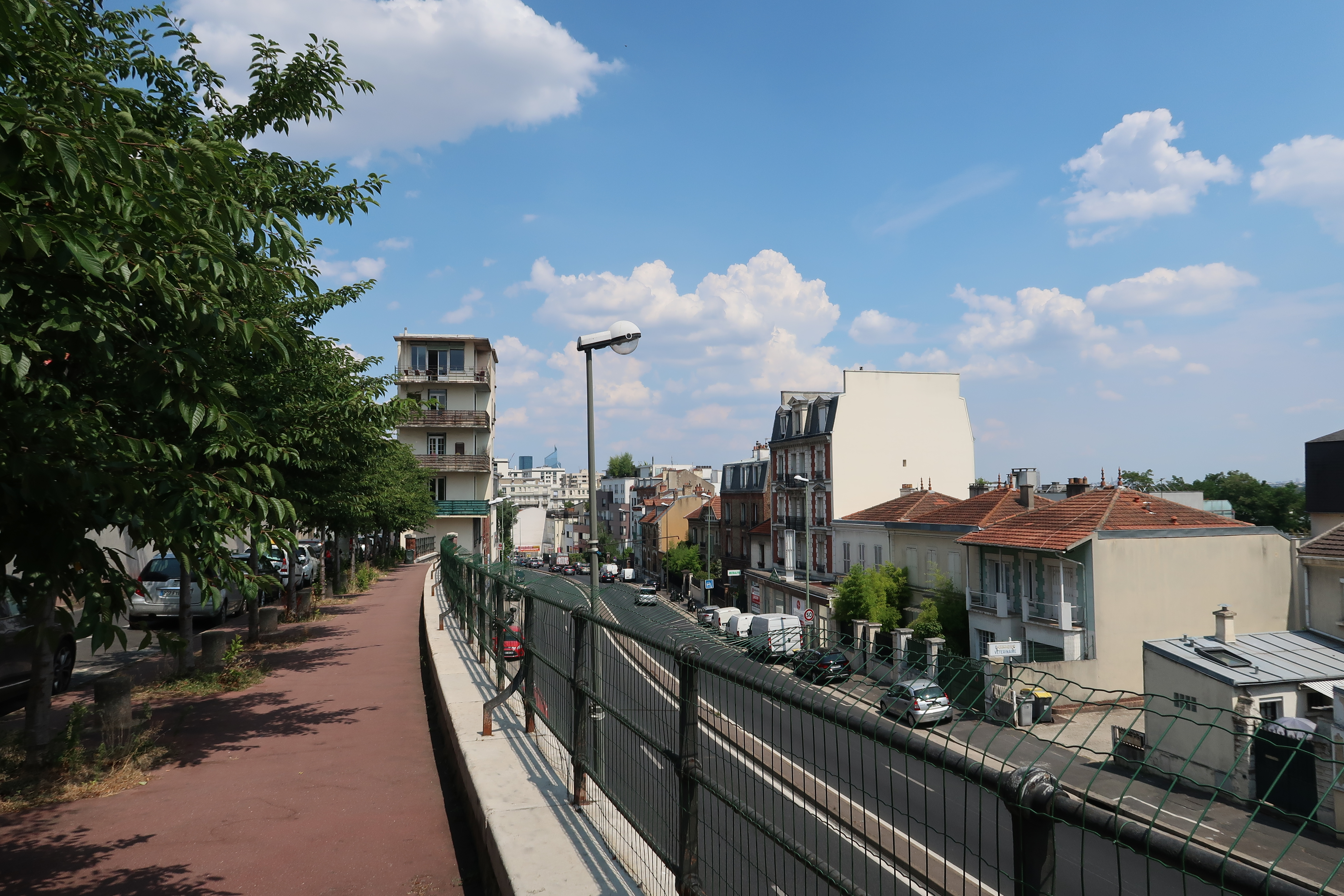
Le boulevard Henri-Sellier vu depuis la rue des Carrières, en surplomb.

L'ouverture de la ligne de Paris-Saint-Lazare à Versailles-Rive-Droite en 1839 modifia le tracé de cet ancien chemin, qui fut pour partie repris par la rue des Raguidelles.
À la fin du Second Empire, le projet de percement du boulevard de Versailles (actuel boulevard Henri-Sellier), prévoit que la nouvelle voie longe en contrebas la rue des Carrières. Les travaux s'achèvent en 1878.
Vers la fin du XIXe siècle, lors de travaux d'embellissement, messieurs Duval et Geffroy, cantonniers assignés à cette tâche y mirent au jour des monnaies romaines, dont l'une d'elles, en bronze, représentant Faustine l'Ancienne, portait l'inscription FAVSTINA AVGVSTA, et au revers VENVS GENITRIX.

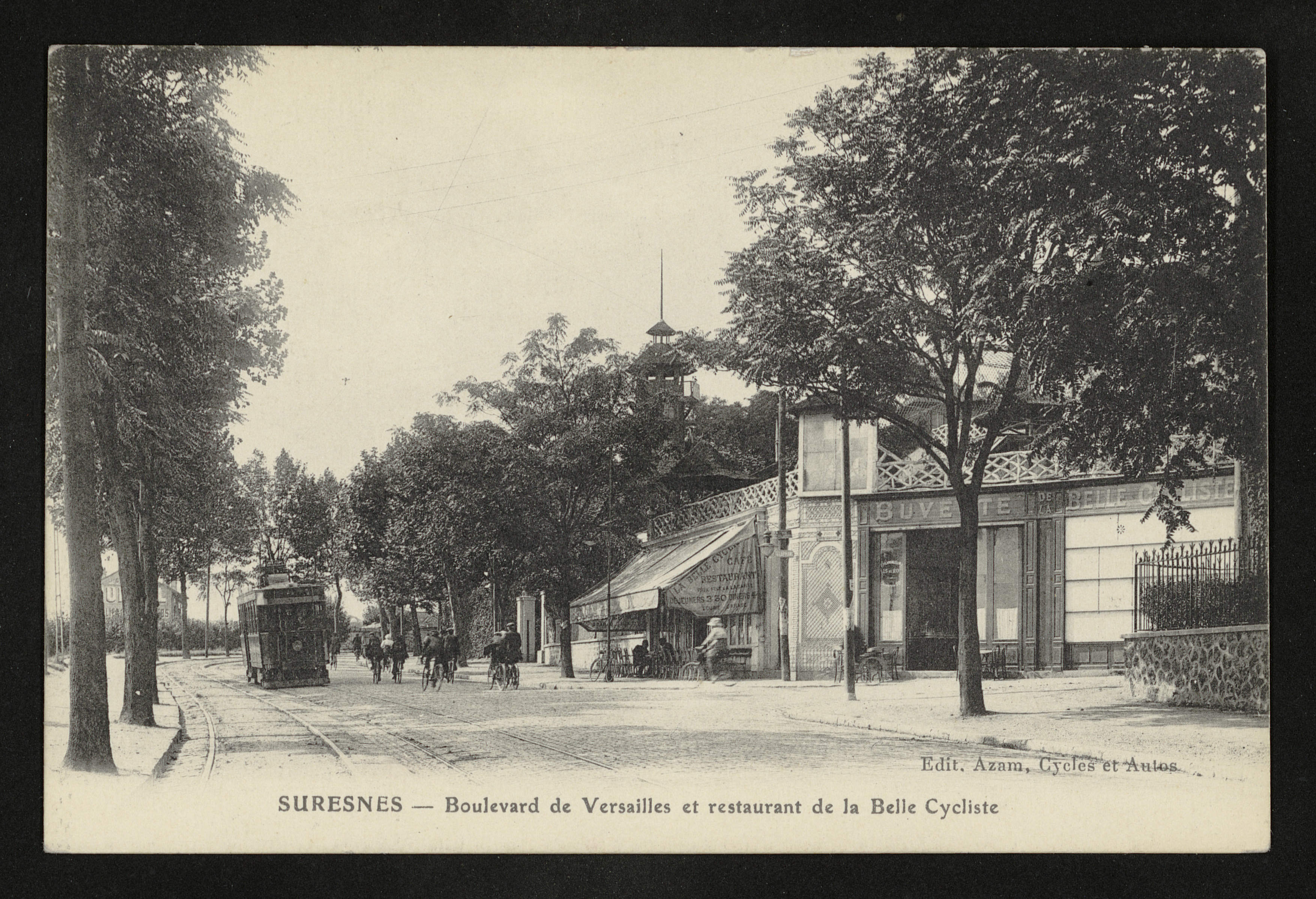
Boulevard de Versailles et restaurant de la Belle Cycliste.

En mai 1927, dans le cadre de festivités municipales, a lieu l'élection d'une « muse » à La Belle Cycliste, un restaurant situé au croisement de la rue des Carrières et du boulevard Henri-Sellier. L'établissement disparaît à la suite d'un bombardement pendant la Seconde Guerre mondiale. Comme les guinguettes longeant les quais de Seine, La Belle Cycliste faisait partie de lieux de loisir que fréquentaient alors des Parisiens, et qui s'étaient développés dans le bas de Suresnes depuis la deuxième partie du XIXe siècle, tandis qu'au début du boulevard, des commerçants vendaient des bicyclettes et des accessoires automobiles ; à La Belle Cycliste, un petit téléphérique fonctionnait au dessus des jardins, entre deux tourelles,.

## Bâtiments remarquables et lieux de mémoire

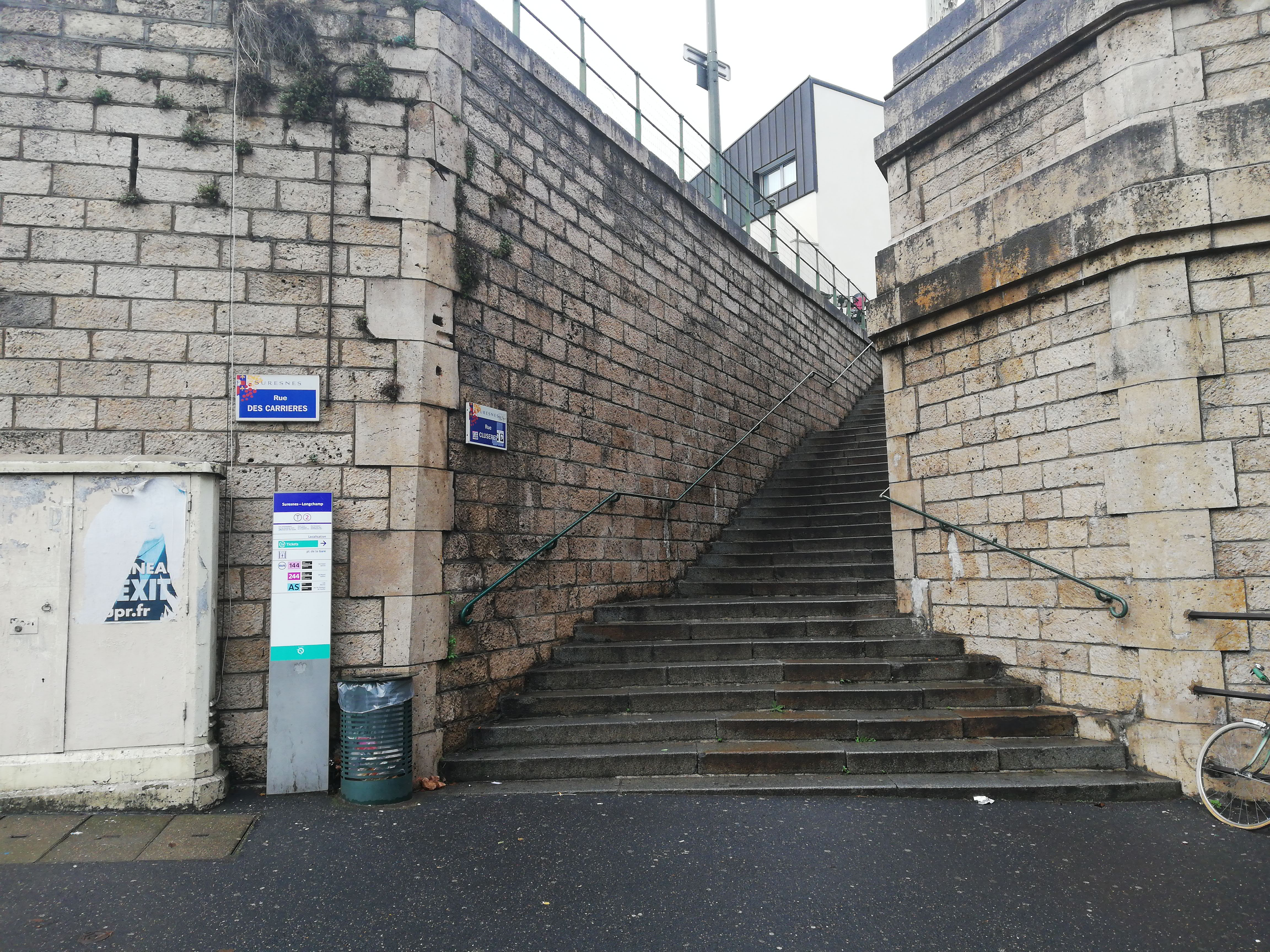
Escalier d'accès à la gare de Suresnes-Longchamp, en 2018.

- Le collectionneur Xavier Granoux (1870-1948), cofondateur de la Société historique de Suresnes et conservateur du musée municipal de Suresnes, y a vécu[11].
- Le film amateur Une journée à Suresnes, tourné en 1944 par Louis Le Meur, raconte l'histoire d'une famille demeurant au no 30 de la rue[12].
- Le dramaturge Paul Nivoix (1889-1958) y passa les dernières années de sa vie.
- La rue a accueilli un foyer des jeunes travailleurs, créé sous la mandature de Robert Pontillon, maire de la commune, au tournant des années 1970[13].